# Ogum
Ogum (em iorubá: Ògún; em castelhano: Oggún; em francês: Ogoun; em fon,Gu) é um vodum loá e orixá do ferro, guerra, agricultura, caminhos, caça, tecnologia e protetor de artesãos e ferreiros.

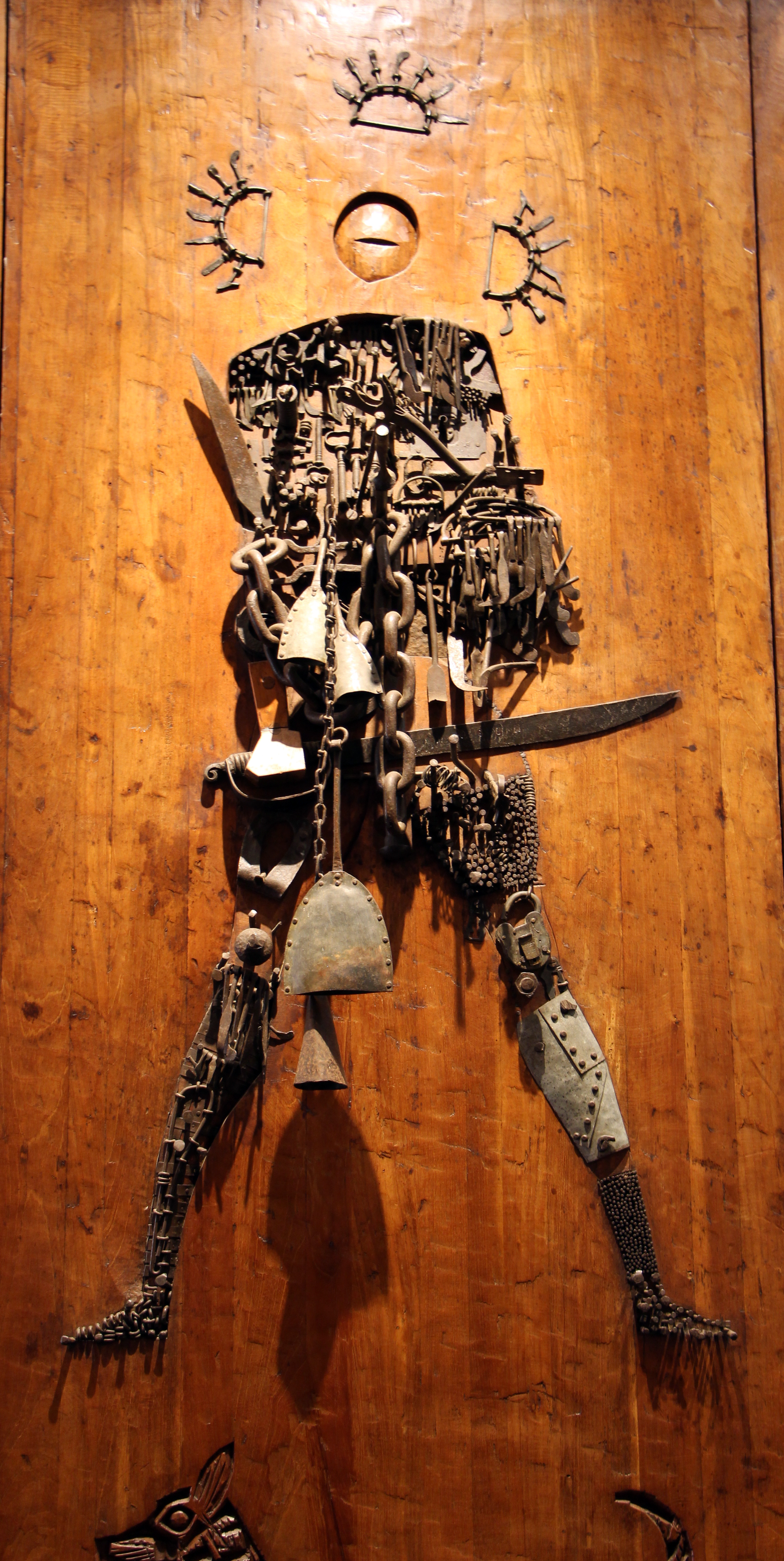

## Nomes
Ogum (em iorubá: Ògún) possui vários nomes iorubás no candomblé, a citar: Ogulê, Ogundelê, Ogundilê (Ògundélé), Ogundilei, Ogum-de-lei, Ogundemenê (Ògúndemonlé). Entre os fons, é chamado Gu.
No vodu haitiano, foi desmembrado numa família de loás que tem Ogum como prenome: Ferreiro (em francês: Ferraille; lit. "ferragem"), Balinjô (Balindjo), Badagris, Panamá, Olixá (em iorubá: Olis̩a), Ossanguê (em francês: Ossangoué; em iorubá: Ossangwé) Axadê (em iorubá: Aṣade), Trovão (em francês: Tonnerre), Xangô (em iorubá: S̩ango), Batalá (Bhathalah), Guerriê, Chatarrá, Chal. Na umbanda, como uma série de entidades, aparece como Beira-Mar/Marinho (quiçá de mariuô), Malê, Dilê (Oggun Nile da santeria), Nagô, Iara (em iorubá: yára; lit. "rápido", "ativo"), Matinada, Metá, Naruê, Oiá, Rompe-Mato, Xoroquê, Mejê ou Mejejê (Ògún méjeje). No batuque, como o orixá Avagã.
Pungo Dibudi na regla kimbisa do Santo Cristo da Boa Viagem, Sarabanda, Vento Mal (Viento Malo) e Cabo em Guerra (Cabo en Guerra) no palo, Acutorio Orgulê (Acutorio Orgullé ararás, Noi (Noy), Nou e Ajuagum (Ajuaggún) no cabildo gangá, Iboru e Bocú nos ritos ijexás. Abo Ichokún, Alagwede, Soude, Corona Apanada e Oguedai (Cuba); Aganju (Linguessou ou Linguesú) (Haiti e República Dominicana), Jiyán Petró e Pier Basicó (Rep. Dominicana), Onsú, Neguê e Belié Belcánascido. Em Trindade e Tobago, os Oguns são Olobá (Ologba), Olopelofonte (Olopelophon), Oromelai (Oromelay), Olomené e Oloremai (Oloremay).

## Vodu haitiano
Badagris era originalmente uma divindade iorubá, adotada pelos aradás, cujos atributos são o ferro, a guerra e o relâmpago. Segundo Louis Maximilien, Ferreiro é filho de Badagris e amante de sua madrasta Erzulie e foi sincretizado com São Jorge; Balinjô também é associado a Jorge. Panama é o protetor das palmeiras e é descrito usando chapéu de abas largas com tecido de folhas de palmeira. Olixa é tido como cruel e mal-humorado, enquanto Ossangué faz curas milagrosas. Guerriê porta gorro vermelho e uma espada.
Santiago Maior no vodu haitiano e santeria de Porto Rico No Brasil, é associado a Santo Antônio
João Batista com Ogum Trovão do vodu haitiano e Ogum da santeria de Cuba. Na santeria, Ogum ainda é associado a São Pedro.

## Religião iorubá
Na religião iorubá, é citado como o primeiro orixá a descer ao reino de Ilê-Aiê ("Terra"), com o objetivo de encontrar uma habitação adequada para a futura vida humana e, consequentemente, recebe o nome de Oriki ou Osin Imole, que significa o "primeiro orixá a vir para a Terra." Foi provavelmente a primeira divindade cultuada pelos iorubás.
Considerado senhor do ferro, da guerra, da agricultura e da tecnologia, Ogum era o filho mais velho de Odudua. Este último era o rei fundador da cidade de Ifé, e Ogum assume o título de rei regente da cidade quando seu pai perde momentaneamente a visão.

### Arquétipo
De acordo com Pierre Verger, o arquétipo de Ogum é o das pessoas fortes, aguerridas e impulsivas, incapazes de perdoar as ofensas de que foram vítimas. Das pessoas que perseguem energicamente seus objetivos e não se desencorajam facilmente. Daquelas que, nos momentos difíceis, triunfam onde qualquer outro teria abandonado o combate e perdido toda a esperança. Das que possuem humor mutável, passando de furiosos acessos de raiva ao mais tranqüilo dos comportamentos. Finalmente, é o arquétipo das pessoas impetuosas e arrogantes, daquelas que se arriscam a melindrar os outros por uma certa falta de discrição quando lhe prestam serviços, mas que, devido à sinceridade e franqueza de suas intenções, tornam-se difíceis de serem odiadas.

### Representatividade
Por causa deste contexto, compreende-se a popularidade de Ogum. Especula-se que ele tenha sido a primeira divindade cultuada pelos iorubás na África Ocidental; além disso, era um dos deuses em que os escravos africanos recorriam. Os seguidores de Ogum podem jurar a verdade em tribunais "beijando" um pedaço de ferro ou metal, enquanto que os motoristas carregam um amuleto de Ogum para evitar acidentes de trânsito.

## Em outras mitologias
Ogum é conhecido no candomblé como o orixá ferreiro. Ele é irmão de Exu, com quem é considerado dono de todos os caminhos e encruzilhadas, e identificado no jogo do merindilogum pelos odus etaogundá, odi e obeogundá, representado materialmente e imaterial através do assentamento sagrado denominado Ibá de Ogum. Já na santeria, ele é um dos quatro orixás guerreiros, representando o solitário hostil que vaga pelos caminhos. Além disso, Ogum é o dono dos montes junto com Oxóssi e dos caminhos, este último junto com Eleguá.

## Cultura popular
Ogum é homenageado na música de sucesso "Ogum", gravada originalmente por Zeca Pagodinho, em 2008, homenageando também São Jorge, com quem é sincretizado.

Em 2022 o rapper brasileiro Criolo lançou a canção "Ogum Ogum" em parceria com a cantora cabo-verdiana Mayra Andrade, com quem performou no Rock in Rio naquele ano.